# 7e cérémonie des Saturn Awards
La 7e cérémonie des Saturn Awards, récompensant les films sortis avant 1980 — en grande partie en 1979 — et les professionnels s'étant distingués cette année-là, s'est tenue le 26 juillet 1980.

## Palmarès
Les lauréats sont indiqués ci-dessous en premier de chaque catégorie et en gras.

### Meilleur film fantastique
- Les Muppets, le film (The Muppet Movie)
  - Adèle n'a pas encore dîné (Adéla ještě nevečeřela)
  - Le Trésor de la montagne sacrée (Arabian Adventure)
  - La Dernière Vague (The Last Wave)
  - Nutcracker Fantasy

### Meilleur film d'horreur
- Dracula
  - Amityville : La Maison du diable (The Amityville Horror)
  - Le Vampire de ces dames (Love at First Bite)
  - Mafu Cage (The Mafu Cage)
  - Phantasm (Phantasm)

### Meilleur film de science-fiction
- Alien, le huitième passager (Alien)
  - Le Trou noir (The Black Hole)
  - Moonraker
  - Star Trek, le film (Star Trek: The Motion Picture)
  - C'était demain (Time After Time)

### Meilleur film à petit budget
- La Planète des dinosaures (Planet of Dinosaurs)
  - The Clonus Horror

### Meilleur film international
- Adèle n'a pas encore dîné (Adéla ještě nevečeřela)
  - Le Cercle de fer (Circle of Iron)
  - Nosferatu, fantôme de la nuit (Nosferatu: Phantom der Nacht)
  - Patrick
  - Starcrash : Le Choc des étoiles (Scontri stellari oltre la terza dimensione)
  - Les Évadés de l'espace (Uchu kara no messeji)

### Meilleur acteur
- George Hamilton - Le Vampire de ces dames
  - Christopher Lee - Le Trésor de la montagne sacrée
  - Frank Langella - Dracula
  - William Shatner - Star Trek, le film
  - Malcolm McDowell - C'était demain

### Meilleure actrice
- Mary Steenburgen - C'était demain
  - Sigourney Weaver pour le rôle du lieutenant Ellen Louise Ripley dans Alien, le huitième passager (Alien)
  - Margot Kidder - Amityville : La Maison du diable
  - Susan Saint James - Le Vampire de ces dames
  - Persis Khambatta - Star Trek, le film

### Meilleur acteur dans un second rôle
- Arte Johnson - Le Vampire de ces dames
  - Donald Pleasence - Dracula
  - Richard Kiel - Moonraker (film)
  - Leonard Nimoy - Star Trek, le film
  - David Warner - C'était demain

### Meilleure actrice dans un second rôle
- Veronica Cartwright pour le rôle de la navigatrice Joan Marie Lambert dans Alien, le huitième passager (Alien)
  - Pamela Hensley - Buck Rogers au XXVe siècle
  - Jacquelyn Hyde - The Dark
  - Nichelle Nichols - Star Trek, le film
  - Marcy Lafferty - Le Jour de la fin des temps

### Meilleure réalisation
- Ridley Scott pour Alien, le huitième passager (Alien)
  - John Badham pour Dracula
  - Peter Weir pour La Dernière Vague
  - Robert Wise pour Star Trek, le film
  - Nicholas Meyer pour C'était demain

### Meilleur scénario
- C'était demain - Nicholas Meyer
  - Alien, le huitième passager (Alien) - Dan O'Bannon
  - Les Muppets, le film - Jerry Juhl et Jack Burns
  - Le Trou noir - Jeb Rosebrook et Gerry Day
  - Le Vampire de ces dames - Robert Kaufman

### Meilleurs costumes
- Jean-Pierre Dorléac - Buck Rogers au XXVe siècle
  - Jean-Pierre Dorléac - Galactica (épisode "Pilot (#1.0)".)
  - Gisela Storch - Nosferatu, fantôme de la nuit
  - Robert Fletcher - Star Trek, le film
  - Sal Anthony, Yvonne Kubis - C'était demain

### Meilleurs effets spéciaux
- Star Trek, le film - Douglas Trumbull, John Dykstra et Richard Yuricich
  - Alien, le huitième passager (Alien) - Brian Johnson et Nick Allder
  - Moonraker - John Evans, John Richardson
  - Les Muppets, le film - Robbie Knott
  - Le Trou noir - Peter Ellenshaw

### Meilleure Musique
- Miklós Rózsa - C'était demain
  - Ken Thorne - Le Trésor de la montagne sacrée
  - John Barry - Le Trou noir
  - Paul Williams - Les Muppets, le film
  - Jerry Goldsmith - Star Trek, le film

### Meilleur maquillage
- Le Vampire de ces dames - William Tuttle
  - Alien, le huitième passager (Alien) - Pat Hay
  - Dracula - Peter Robb-King
  - Star Trek, le film - Fred B. Phillips, Janna Phillips et Ve Neill
  - Zombie - Tom Savini

### Prix spéciaux

#### Hall of Fame
- The Rocky Horror Picture Show

#### Acteur international le plus populaire
- Roger Moore

#### Outstanding Achievement to the Academy
- Robert V. Michelucci

#### George Pal Memorial Award
- John Badham

#### Life Career Award
- Gene Roddenberry
- William Shatner